# Trappola infernale
Trappola infernale (Target Number One) è un film del 2020 diretto da Daniel Roby.

## Trama
Un giornalista investigativo cerca di scoprire la verità dietro ad una retata di eroina creata da poliziotti corrotti che cercano di incastrare un uomo innocente che rischia la condanna all'ergastolo in una prigione thailandese.

## Distribuzione
Il film è stato distribuito nelle sale cinematografiche canadesi a partire dal 10 luglio 2020 ed in Italia nelle piattaforme streaming il 7 ottobre 2020.